# 유승표
유승표(1996년 4월 19일 ~ )는 대한민국의 축구 선수로, 포지션은 센터백이다. 현재 K리그2 김포 FC 소속이다.